# Peter Allan Fields
Peter Allan Fields (12 de maig de 1935 - 19 de juny de 2019) va ser un guionista i productor de televisió, conegut sobretot per molts episodis de Star Trek: Deep Space Nine i Star Trek: La nova generació. Fields va escriure alguns dels episodis més aclamats d'ambdues sèries, incloent-hi "La llum interior" per a La nova generació juntament amb "Duet" i "In the Pale Moonlight" per a Deep Space Nine.  ambé va escriure per a The Six Million Dollar Man, l'episodi "The Seven Million Dollar Man" (1974).

## Primers anys de vida
Abans de convertir-se en guionista, Fields va treballar com a advocat mentre escrivia contes en el seu temps lliure. Finalment, dos clients legals li van parlar d'un nou programa que buscava escriptors, anomenat The Man from U.N.C.L.E., que va posar en marxa la seva carrera a Hollywood.
En un fil de Twitter en honor a Fields després de la seva mort, el seu company guionista de «Star Trek» Robert Hewitt Wolfe va transmetre una història no confirmada que Fields havia mentit sobre la seva edat per unir-se al Cos de Marines dels EUA als 16 anys durant la Guerra de Corea lluitant a la Batalla d'Inchon, després de la qual va ser capturat i va passar diversos mesos com a presoner de guerra abans de ser alliberat a causa de la seva edat. Va tornar als EUA només per ser reclutat per l'Exèrcit dels Estats Units als 18 anys i suposadament enviat de tornada a Corea, on va lluitar a la Batalla del pantà de Chosin. Després del seu servei, va utilitzar la GI Bill per estudiar a la Universitat del Sud de Califòrnia. Wolfe va dir del relat: "Llavors, què és cert sobre ell i què és una història? Certament no ho sé".

## Carrera televisiva
Després de treballar com a advocat, Fields va entrar a Hollywood com a guionista treballant a la sèrie d'espies The Man from U.N.C.L.E. per a la qual va escriure 11 episodis. Durant les següents tres dècades i mitja, va escriure per a sèries com ara The Rat Patrol, McCloud, The Six Million Dollar Man, Executive Suite, The Eddie Capra Mysteries, Knight Rider, Jake and the Fatman, i Xena: Warrior Princess.
A partir del 1991, Fields va començar a treballar com a guionista a Star Trek: La nova generació escrivint tres episodis, inclòs l'episodi de la cinquena temporada "La llum interior", que va guanyar el Premi Hugo de 1993 a la Millor presentació dramàtica. Fields va ser coproductor i posteriorment productor de les dues primeres temporades de Deep Space Nine i va escriure un total de deu episodis de la sèrie, inclosos els aclamats episodis "Duet" i "In the Pale Moonlight".

## Mort
Fields va morir el 19 de juny de 2019 als 84 anys. La seva mort va ser anunciada pel productor creador de Star Trek: Deep Space Nine Ira Steven Behr a través de Twitter.

## Filmografia de Star Trek
- Star Trek: La nova generació
  - "Mitja vida"
  - "El preu de la vida"
  - "La llum interior"
- Star Trek: Deep Space Nine
  - "Dax"
  - "Progress"
  - "Duet"
  - "The Circle"
  - "Necessary Evil"
  - "Blood Oath"
  - "Crossover"
  - "For the Uniform"[10]
  - "In the Pale Moonlight"
  - "The Dogs of War'

## Altres contribucions
- The Man from U.N.C.L.E.
- The Spy in the Green Hat
- Heroic Mission (sèrie de 1967)
- The Rat Patrol
- It Takes a Thief
- The New Adventures of Huckleberry Finn
- The F.B.I.
- The Young Rebels
- The Name of the Game
- McCloud
- Madigan
- Heatwave!
- Get Christie Love!
- The Six Million Dollar Man
- Executive Suite
- Switch
- Man from Atlantis
- The Eddie Capra Mysteries
- A Man Called Sloane
- Nero Wolfe (1981)
- Darkroom
- Cassie & Co. (1982)
- Knight Rider
- Jake and the Fatman
- Legend
- Xena: Warrior Princess

## Premis i nominacions
| Any  | Premi       | Categoria                    | Sèrie                        | Episodi            | Resultat  |
| ---- | ----------- | ---------------------------- | ---------------------------- | ------------------ | --------- |
| 1993 | Premis Hugo | Millor presentació dramàtica | Star Trek: La nova generació | "La llum interior" | Guanyador |